# Takliwa (Schiff, 1924)
Die Takliwa war ein 1924 in Dienst gestelltes Passagierschiff der britischen Reederei British India Steam Navigation Company, das Passagiere und Fracht zwischen verschiedenen Häfen in Indien und Japan transportierte. Im Zweiten Weltkrieg diente die Takliwa als Truppentransporter und später als Hospitalschiff, bis sie am 15. Oktober 1945 an der Küste von Groß Nikobar im Golf von Bengalen strandete und in Brand geriet. Sie wurde zum Totalverlust.

## Passagierschiff
Das 7936 BRT große, aus Stahl gebaute Dampfschiff Takliwa wurde auf der Werft Barclay, Curle and Company im Glasgower Distrikt Whiteinch gebaut und lief am 19. Mai 1924 im Clydeholm Yard vom Stapel. Am 18. Juli 1924 wurde das 142 Meter lange und 18,3 Meter breite Passagier- und Frachtschiff fertiggestellt. Die Takliwa hatte drei Schornsteine, zwei Masten und zwei Propeller und wurde von zwei vierzylindrigen Dreifachexpansions-Dampfmaschinen angetrieben. Die Höchstgeschwindigkeit lag bei 16 Knoten.
Sie war eines von drei identischen Schwesterschiffen. Die anderen beiden waren die in London registrierte Talamba (I) (8018 BRT) und die Tairea (7934 BRT), die wie die Takliwa selbst in Glasgow registriert war. Die drei Schwesterschiffe waren die einzigen in der Geschichte der British India Steam Navigation Company, die drei Schornsteine besaßen, wobei der letzte nur eine Attrappe war. Dies sollte die zahlende Kundschaft beeindrucken. Das Schiff konnte 56 Passagiere in der Ersten, 80 in der Zweiten und 3.302 in der Dritten Klasse befördern.
Das Schiff wurde 1924 für den Dienst nach Kalkutta und Japan in Dienst gestellt, der von Apcar & Co. betrieben wurde, die 1912 in die British India Steam Navigation Company integriert worden war. Im Januar 1927 wurde sie genutzt, um Truppen des 2. Bataillons, die „Durham Light Infantry“, nach Kalkutta und anschließend nach Hongkong zu bringen Die Takliwa blieb bis 1933 auf der Indien-Japan-Route. Danach verkehrte sie zwischen England und Bombay via Mombasa (Kenia).

## Zweiter Weltkrieg
1940 wurde das Schiff vom Ministry of War Transport (MoWT) für den Dienst als Truppentransporter angefordert. Bis Juli 1943 war die Takliwa im Indischen Ozean im Einsatz. Danach wechselte sie in den Mittelmeerraum, wo sie bis August 1944 blieb. Am 11. November 1943 griffen 16 Dornier Do 217 des Kampfgeschwaders 100, 23 Heinkel He 111 und 17 Junkers Ju 88 des Kampfgeschwaders 26 den Konvoi KMS 31 an und beschädigten die Takliwa. Sie rettete sich in den Hafen von Algier.
Im August 1944 nahm sie ebenfalls als Truppentransporter an der Operation Dragoon teil. Danach war sie weiterhin im Mittelmeer tätig. Anschließend wurde sie in ein Hospitalschiff umgerüstet. Sie war unter anderem an der Repatriierung von Kriegsgefangenen von Hongkong nach Indien beteiligt. Am 5. Oktober 1945 lief sie zu eben jenem Zweck mit ehemaligen Kriegsgefangenen an Bord in Hongkong zu einer Überfahrt nach Chennai aus. Zehn Tage später lief sie bei Parsons Point an der Küste der Insel Groß Nikobar im Golf von Bengalen auf Grund und geriet in Brand. Ein Notruf wurde abgesetzt und von dem Landungsschiff der Royal Navy HMS Sainfoin empfangen. Alle 1083 Menschen an Bord wurden gerettet. Die gestrandete Takliwa brannte aus und brach auseinander.